# Браво, Клаудио
Кла́удио Андре́с Бра́во Му́ньос (исп. Claudio Andrés Bravo Muñoz, испанское произношение: [ˈklawðjo ˈβɾaβo]; род. 13 апреля 1983 года, Буин, Чили) — чилийский футболист, вратарь.

## Ранние годы
Браво родился в столичном пригороде Чили, городке Буин. В детстве активно увлекался спортом, в возрасте девяти лет отец отвёл его в академию клуба «Коло-Коло». Клаудио был довольно успешен на молодёжном уровне. В 1999 году он считался основным голкипером резервистов «Коло-Коло», ставших обладателями Молодёжного кубка Чили. Накануне сезона 2001/02 Клаудио был переведен в первую команду «вождей».

## Клубная карьера
После травмы основного голкипера Эдуардо Лобоса получил возможность дебютировать на высшем уровне. С середины 2003 года стал основным голкипером чилийской команды, выиграв в её составе Кубок Апертуры 2006 года. За четыре неполных сезона, омраченных несколькими травмами, Браво провел за «Коло-Коло» чуть более 150 матчей.

### «Реал Сосьедад»
В сезоне 2006/07 Браво подписал пятилетний контракт с испанским «Реал Сосьедадом». Он стал самым молодым вратарем Примеры. С каждым сезоном в Сан-Себастьяне чилийский голкипер всё больше и больше прогрессировал. В 2010 году во многом благодаря его великолепной игре «Реал» сумел вернуться в элитный дивизион, откуда вылетел сезоном ранее. 14 февраля 2010 года Браво забил первый гол в своей карьере, со штрафного удара, в игре против «Химнастика». Однако вскоре после этого чилиец получил новую травму колена, из-за которой пропустил оставшуюся часть сезона. По его итогам «Реал Сосьедад» сумел занять первое место в Сегунде и вернуться в элиту испанского футбола.

### «Барселона»
25 июня 2014 года Клаудио Браво подписал контракт с другим испанским клубом — «Барселона». Соглашение с чилийским голкипером было рассчитано на четыре года, сумма трансфера оценивалась в 12 млн евро. Вратарь получил в команде 13-й номер. Дебютировал за каталонский клуб в официальных матчах 24 августа 2014 года в матче 1-го тура Примеры против «Эльче». В этом матче «Барселона» победила со счетом 3:0. 4 октября 2014 года Клаудио Браво установил новый рекорд для старта в чемпионате Испании по продолжительности «сухой» серии. Предыдущий рекорд принадлежал экс-вратарю «Барселоны» Педро Марие Артоле, который в сезоне 1977/78 сохранял ворота сухими в течение 6 матчей национального первенства и 20-и минут седьмой игры. Браво превзошёл это достижение на 21-й минуте 7 тура Примеры в игре против «Райо Вальекано». А уже в следующем матче против «Эйбара» чилийский вратарь улучшил свою «сухую» серию и довёл её до 8 матчей. По итогам сезона 2014/2015 «Барселона», ворота которой защищал Браво пропустила меньше всего голов в чемпионате Испании. Браво являлся основным вратарём команды лишь в матчах Примеры, в то время как в Кубке Испании и Лиге чемпионов ворота «Барселоны» защищал Марк-Андре тер Стеген. 20 августа 2016 года провел свой последний матч в составе «каталонцев» против «Бетиса», в котором его команда выиграла со счетом 6:2.

### «Манчестер Сити»
26 августа 2016 года Клаудио Браво перебрался в английский клуб из «Барселоны» за €18 млн + €2 млн в виде бонусов, подписав контракт сроком на четыре года. В своем первом матче за «горожан» против «Манчестер Юнайтед» Браво пропустил 1 гол, а «Манчестер Сити» победил 2:1.
В своем первом сезоне за «Сити» Браво начал сезон игроком основного состава. Однако по ходу сезона чилийский вратарь допускал много ошибок (на одном отрезке сезона Клаудио пропустил 7 голов после 7 ударов в створ) и в середине сезона сел в запас, уступив место Вилли Кабальеро. В сезоне 2017/18 Браво уступил место стартового голкипера Эдерсону, купленному летом у «Бенфики». Это не помешало чилийскому голкиперу быть основным в матчах Кубка Лиги и вместе с командой выиграть первый турнир в английском клубе. При этом Клаудио выиграл две серии пенальти в 1/8 финала против «Вулверхэмптона» и в 1/4 против «Лестера», отразив в общей сумме четыре удара из восьми. В финале же Браво не только сыграл на ноль, но и сделал голевую передачу на Серхио Агуэро. В сезоне 2018/19 он порвал ахиллово сухожилие и пропустил 10 месяцев. 18 августа 2020 года Браво покинул «Манчестер Сити». В общей сложности Клаудио провел за «горожан» 61 матч, в 20 из которых оставил свои ворота в неприкосновенности.

### «Реал Бетис»
31 августа 2020 года подписал однолетний контракт с испанским клубом «Реал Бетис».

### Пенсия
26 августа 2024 года Браво объявил о завершении карьеры в профессиональном футболе в возрасте 41 года.

## Карьера в сборной
За сборную Чили Браво дебютировал в 2004 году и в скором времени стал основным голкипером команды. После двенадцатилетнего перерыва чилийцы приняли участие в чемпионате мира 2010, на который Браво поехал в качестве капитана команды (и оставался им на протяжении других турниров). Команда сумела выйти в 1/8 финала, где со счётом 0:3 уступила сборной Бразилии. Четыре года спустя, на бразильском «мундиале» чилийцы на этой же стадии вновь уступили бразильцам, но лишь в серии пенальти. Браво удалось парировать удары Виллиана и Халка, однако его партнёры не смогли реализовать три попытки из пяти.
Гораздо удачнее для чилийцев сложились Кубки Америки 2015 и 2016, где они дважды сумели выиграть золотые медали, ставшие первыми победами в истории национальной сборной. Оба раза в финальном матче Чили противостояла сборная Аргентины и оба раза победа была достигнута в серии пенальти. В первом случае Браво парировал Эвера Банеги, а во втором — Лукаса Бильи, принеся своей команде долгожданные победы. В полуфинале Кубка конфедераций 2017 против сборной Португалии Браво и вовсе удалось отразить все три удара португальских игроков в серии, тем самым оставив свои ворота в неприкосновенности. Однако в финале чилийцы проиграли чемпионам мира — Германии.
Являлся капитаном национальной сборной Чили.

## Достижения

### Командные
«Коло-Коло»
- Чемпион Чили: Ап. 2006

«Реал Сосьедад»
- Победитель Сегунды: 2009/10

«Барселона»
- Чемпион Испании (2): 2014/15, 2015/16
- Обладатель Кубка Испании (2): 2014/15, 2015/16
- Обладатель Суперкубка Испании: 2016
- Победитель Лиги чемпионов УЕФА: 2014/15
- Обладатель Суперкубка УЕФА: 2015
- Победитель Клубного чемпионата мира: 2015

«Манчестер Сити»
- Чемпион Англии: 2017/18[18]
- Обладатель Кубка Англии: 2018/19
- Обладатель Суперкубка Англии (2): 2018, 2019
- Обладатель Кубка Футбольной лиги (3): 2017/2018, 2018/2019, 2019/20

«Реал Бетис»
- Обладатель Кубка Испании: 2021/22

Сборная Чили
- Обладатель Кубка Америки (2): 2015, 2016
- Серебряный призёр Кубка конфедераций: 2017

### Личные
- Футболист года в Чили: 2009
- Обладатель трофея Саморы: 2014/15
- Лучший вратарь Кубка Америки (2): 2015, 2016
- Лучший вратарь Кубка Конфедераций : 2017